# 遠藤熊吉
遠藤 熊吉（えんどう くまきち、1874年（明治7年）3月1日 - 1952年（昭和27年）8月31日）は、日本の教育家である。

## 経歴・人物
秋田県雄勝郡西成瀬村（現在の横手市）に所在する安養寺に生まれる。後の増田町立西成瀬小学校（現在は閉校）の前身である荻袋安養寺小学校に入学し、卒業後の1893年（明治26年）に上京し大八洲学校および国語伝習所に入学し標準語を学んだ。1895年（明治28年）に再度秋田に戻り、駒形尋常小学校（後の湯沢市立駒形小学校、現在は閉校）に准訓導として教鞭を執る。
翌1896年（明治29年）には母校である西成瀬小学校に教師として同学校に戻り、同学校にて方言教育を指導せず専ら標準語教育の指導および話し言葉の指導に携わった。1899年（明治32年）からは同学校の校長も兼任し、1907年（明治40年）に湯沢尋常小学校（現在の湯沢市立湯沢西小学校）に転勤し同学校の校長および教師として活動する。1919年（大正8年）には西成瀬小学校に回帰し、1928年（昭和3年）には東成瀬小学校（現在の東成瀬村立東成瀬小学校）に転勤し翌年の退職まで同学校の校長を務めた。退職後も方言を尊重しつつ母校で代用教員として勤務し、1935年（昭和10年）の辞職後も死去するまで同学校で言語指導の教育にあたり西成瀬村の標準語の普及に貢献した。